# Planodema mourgliai
Planodema mourgliai là một loài bọ cánh cứng trong họ Cerambycidae.